# 郭楓
郭楓（1930年10月10日—），本名郭少鳴，台灣作家，不參加文學流派或結盟活動的文學工作者。

## 簡歷
郭楓曾任小、中、大學教師。在台灣、海外及大陸投資，擔任過工廠、國際貿易公司董事長、私立高級中學董事長、兩家報紙的文教新聞記者、文學刋物總編輯、文學出版社社長等職務，現任《新地文學》季刋社社長兼總編輯。
郭楓認為，一切俗世的事務，都是職業而非事業，唯有文學是他的事業。也可以說是，在郭楓的生命之中，嚴肅文學是他熱愛社會關懷弱勢族群的心靈事業，嚴肅文學他生命的信仰。郭楓堅定認為，自己存在的意義和使命，為的是，幹兩件事：「文學創作／論著」和「文學服務／推廣」。
郭楓一生不過生日，行年八十，每天照常幹著：創作、編刋、演講、參與研討會議等文學的工作。他心靈年輕得很，至今仍充滿文學的夢想。

## 主要的文學創作及論著

### 散文集
- 《早春花束》（台北：文藝生活出版社，1953）
- 《九月的眸光》（台南：新風出版社，1971）
- 《老家的樹》（台北：新地出版社，1985）
- 《永恆的島》（台北：新地出版社，1985）
- 《山與谷》（香港：三聯書店文藝風社，1990）
- 《空山鳥語》（北京：中國友誼出版公司，1991）
- 《郭楓散文選》（天津：百花文藝出版社，1991）
- 《尋求一窗燈火》（北京：中國文聯出版公司，1994）

### 詩集
- 《郭楓詩集》（台南：新風出版社，1971）
- 《第一次信仰》（台北：新地出版社，1985）
- 《海之歌》（台北：新地出版社，1985）
- 《諦聽，那聲音》（北京：人民文學出版社，1993）
- 《攬翠樓新詩》（台南：台南文化中心，1998）
- 《郭楓詩選》（台北：台北縣政府文化局，2006）

### 長篇小說
- 《老憨大傳》（台北：印刻出版有限公司，2006）

### 文學評論
- 《知識份子的覺醒》（台中：藍燈出版公司，1981）
- 《獨醉集》（高雄：台灣時報社，1986）
- 《美麗島文學評論集》（台北：台北縣文化中心，2001）
- 《美麗島文學評論續集》（台北：台北縣文化中心，2003）
- 《台灣現代詩史論》（1-3冊初稿草就、修訂中）

## 主要的文學服務推廣工作

### 創辦文學刋物
- 《新地文學》月刋‧1954
- 《文季》文學雙月刋‧1983
- 《新地文學》雙月刊‧1990
- 《新地文學》季刋‧2007

### 創辦文學出版社
- 新風出版社　台南‧1971
- 新景出版社　台南‧1977
- 新地文學出版社　台北‧1986
- 新地文化藝術有限公司　台北‧2007

### 獨資主辦國際文學會議
- 1988個人出資舉辦第一屆「當代中國文學國際學術會議」。此會議與台灣新竹清華大學協力合辦，開創台灣學界舉辦「新文學」會議之姶（此前文學會議全為研討中國古典文學會議）。
- 1989個人出資舉辦第二屆「當代中國現代文學國際學術會議」。此會議與北京大學中文系、中國社會科學院文學研究所合辦，籌備兩年，一切就緒，但是在八月開會之前，因為發生眾所知悉之原因，郭楓決定停辦。
- 1992年在北京大學設立「北京大學郭楓文學獎」。北京大學經層峯核定，正式設立「北京大學郭楓文學獎」，用以獎助北大教授學術研究、此大校友文學創作。名學者季羨林，名作家汪曾祺，均曾獲此獎項，為北京大學第一次核許以個人名義設立的文學獎。
- 1990個人出資舉辦第三屆「1949年以前兩岸小說國際學術會議」。此會議仍與台灣新竹清華大學中國文學系、中國文學研究所合辦。

## 外部連結
- 國立台灣文學館 （页面存档备份，存于）
- 新地文學雜誌 （页面存档备份，存于）